# Collegio plurinominale Umbria - 01 (Camera dei deputati)
Il collegio elettorale plurinominale Umbria - 01 è un collegio elettorale plurinominale della Repubblica Italiana per l'elezione della Camera.

## Territorio
L'ambito territoriale del collegio corrisponde a quello della circoscrizione Umbria.
In base alla normativa del 2017, il collegio comprendeva tre collegi uninominali: Umbria - 01 (Perugia), Umbria - 02 (Foligno) e Umbria - 03 (Terni).
Dal 2020  il collegio comprende due collegi uninominali: Umbria - 01 (Terni) e Umbria - 02 (Perugia).

## XVIII legislatura

### Risultati elettorali
| Liste          | Liste                               | Proporzionale | Proporzionale | Proporzionale | Maggioritario | Maggioritario | Maggioritario |  |
| Liste          | Liste                               | Voti          | %             | Seggi         | Voti          | %             | Seggi         |  |
| -------------- | ----------------------------------- | ------------- | ------------- | ------------- | ------------- | ------------- | ------------- |  |
|                | Lega                                | 102 729       | 20,09         | 1             | 188 076       | 36,79         | 3             |  |
|                | Forza Italia                        | 57 496        | 11,25         | 1             | 188 076       | 36,79         | 3             |  |
|                | Fratelli d'Italia                   | 25 352        | 4,96          | –             | 188 076       | 36,79         | 3             |  |
|                | Noi con l'Italia – UDC              | 2 499         | 0,49          | –             | 188 076       | 36,79         | 3             |  |
|                | Movimento 5 Stelle                  | 140 732       | 27,53         | 2             | 140 732       | 27,53         | –             |  |
|                | Partito Democratico                 | 126 781       | 24,80         | 2             | 140 638       | 27,51         | –             |  |
|                | +Europa                             | 9 905         | 1,94          | –             | 140 638       | 27,51         | –             |  |
|                | Civica Popolare                     | 2 061         | 0,40          | –             | 140 638       | 27,51         | –             |  |
|                | Italia Europa Insieme               | 1 891         | 0,37          | –             | 140 638       | 27,51         | –             |  |
|                | Liberi e Uguali                     | 15 219        | 2,98          | –             | 15 219        | 2,98          | –             |  |
|                | Potere al Popolo!                   | 6 735         | 1,32          | –             | 6 735         | 1,32          | –             |  |
|                | CasaPound                           | 6 401         | 1,25          | –             | 6 401         | 1,25          | –             |  |
|                | Partito Comunista                   | 4 521         | 0,88          | –             | 4 521         | 0,88          | –             |  |
|                | Il Popolo della Famiglia            | 3 822         | 0,75          | –             | 3 822         | 0,75          | –             |  |
|                | Italia agli Italiani (FN - MSFT)    | 2 428         | 0,47          | –             | 2 428         | 0,47          | –             |  |
|                | 10 Volte Meglio                     | 1 009         | 0,20          | –             | 1 009         | 0,20          | –             |  |
|                | Partito Valore Umano                | 916           | 0,18          | –             | 916           | 0,18          | –             |  |
|                | Partito Repubblicano Italiano – ALA | 768           | 0,15          | –             | 768           | 0,15          | –             |  |
| Totale         | Totale                              | 511 265       | 100           | 6             | 511 265       | 100           | 3             |  |
|                |                                     |               |               |               |               |               |               |  |
| Schede bianche | Schede bianche                      | 5 322         | 1,01          |               |               |               |               |  |
| Schede nulle   | Schede nulle                        | 9 303         | 1,77          |               |               |               |               |  |
| Votanti        | Votanti                             | 525 890       | 77,73         |               |               |               |               |  |
| Elettori       | Elettori                            | 676 584       |               |               |               |               |               |  |

### Eletti

#### Eletti nei collegi uninominali
Eletti nella coalizione di centro-destra (Lega - FI - FdI - NcI-UDC)
| Collegio uninominale | Eletto | Eletto                     | Partito           |
| -------------------- | ------ | -------------------------- | ----------------- |
| 1. Perugia           |        | Emanuele Prisco            | Fratelli d'Italia |
| 2. Foligno           |        | Riccardo Augusto Marchetti | Lega              |
| 3. Terni             |        | Raffaele Nevi              | Forza Italia      |

#### Eletti nella quota proporzionale
| M5S                                | Partito Democratico       | Lega             | Forza Italia   |
| ---------------------------------- | ------------------------- | ---------------- | -------------- |
|                                    |                           |                  |                |
| Tiziana Ciprini Filippo Gallinella | Anna Ascani Walter Verini | Virginio Caparvi | Catia Polidori |

1. ↑  In data 21.06.2022 aderisce al gruppo Insieme per il Futuro.

## XIX legislatura

### Risultati elettorali
|                               | Fratelli d'Italia                                       | 134 357 | 30,82 | 1 | 199 731 | 45,82 | 2 |  |  |
|                               | Lega per Salvini Premier                                | 33 776  | 7,75  | – | 199 731 | 45,82 | 2 |  |  |
|                               | Forza Italia                                            | 29 789  | 6,83  | 1 | 199 731 | 45,82 | 2 |  |  |
|                               | Noi Moderati                                            | 1 809   | 0,41  | – | 199 731 | 45,82 | 2 |  |  |
|                               | Partito Democratico - Italia Democratica e Progressista | 91 052  | 20,89 | 1 | 117 247 | 26,90 | – |  |  |
|                               | Alleanza Verdi e Sinistra                               | 15 422  | 3,54  | – | 117 247 | 26,90 | – |  |  |
|                               | +Europa                                                 | 9 172   | 2,10  | – | 117 247 | 26,90 | – |  |  |
|                               | Impegno Civico – Centro Democratico                     | 1 601   | 0,37  | – | 117 247 | 26,90 | – |  |  |
|                               | Movimento 5 Stelle                                      | 55 195  | 12,66 | 1 | 55 195  | 12,66 | – |  |  |
|                               | Azione - Italia Viva                                    | 35 601  | 8,17  | – | 35 601  | 8,17  | – |  |  |
|                               | Italexit                                                | 7 870   | 1,81  | – | 7 870   | 1,81  | – |  |  |
|                               | Partito Comunista Italiano                              | 6 027   | 1,38  | – | 6 027   | 1,38  | – |  |  |
|                               | Italia Sovrana e Popolare                               | 5 987   | 1,37  | – | 5 987   | 1,37  | – |  |  |
|                               | Unione Popolare                                         | 5 442   | 1,25  | – | 5 442   | 1,25  | – |  |  |
|                               | Vita                                                    | 2 544   | 0,58  | – | 2 544   | 0,58  | – |  |  |
|                               | Noi di Centro – Europeisti                              | 279     | 0,06  | – | 279     | 0,06  | – |  |  |
| Totale                        | Totale                                                  | 435 923 | 100   | 4 | 435 923 | 100   | 2 |  |  |
|                               |                                                         |         |       |   |         |       |   |  |  |
| Voti non validi               | Voti non validi                                         | 19 817  | 4,35  |   |         |       |   |  |  |
| Votanti                       | Votanti                                                 | 455 740 | 68,83 |   |         |       |   |  |  |
| Elettori                      | Elettori                                                | 662 094 |       |   |         |       |   |  |  |
|                               |                                                         |         |       |   |         |       |   |  |  |
| Data: 25 settembre 2022       |                                                         |         |       |   |         |       |   |  |  |
| Fonte: Ministero dell'interno |                                                         |         |       |   |         |       |   |  |  |

### Eletti

#### Eletti nei collegi uninominali
Eletti nella coalizione di coalizione di centro-destra (FdI - LSP - FI - NM)
| Collegio uninominale | Eletto | Eletto           | Partito      |
| -------------------- | ------ | ---------------- | ------------ |
| 1. Terni             |        | Raffaele Nevi    | Forza Italia |
| 2. Perugia           |        | Virginio Caparvi | Lega         |

#### Eletti nella quota proporzionale
| Fratelli d'Italia | Partito Democratico-IDP | Movimento 5 Stelle | Forza Italia   |
| ----------------- | ----------------------- | ------------------ | -------------- |
|                   |                         |                    |                |
| Emanuele Prisco   | Anna Ascani             | Emma Pavanelli     | Catia Polidori |